# Кубринск
Кубри́нск — село в Переславском районе Ярославской области, входит в Нагорьевское сельское поселение.

## География

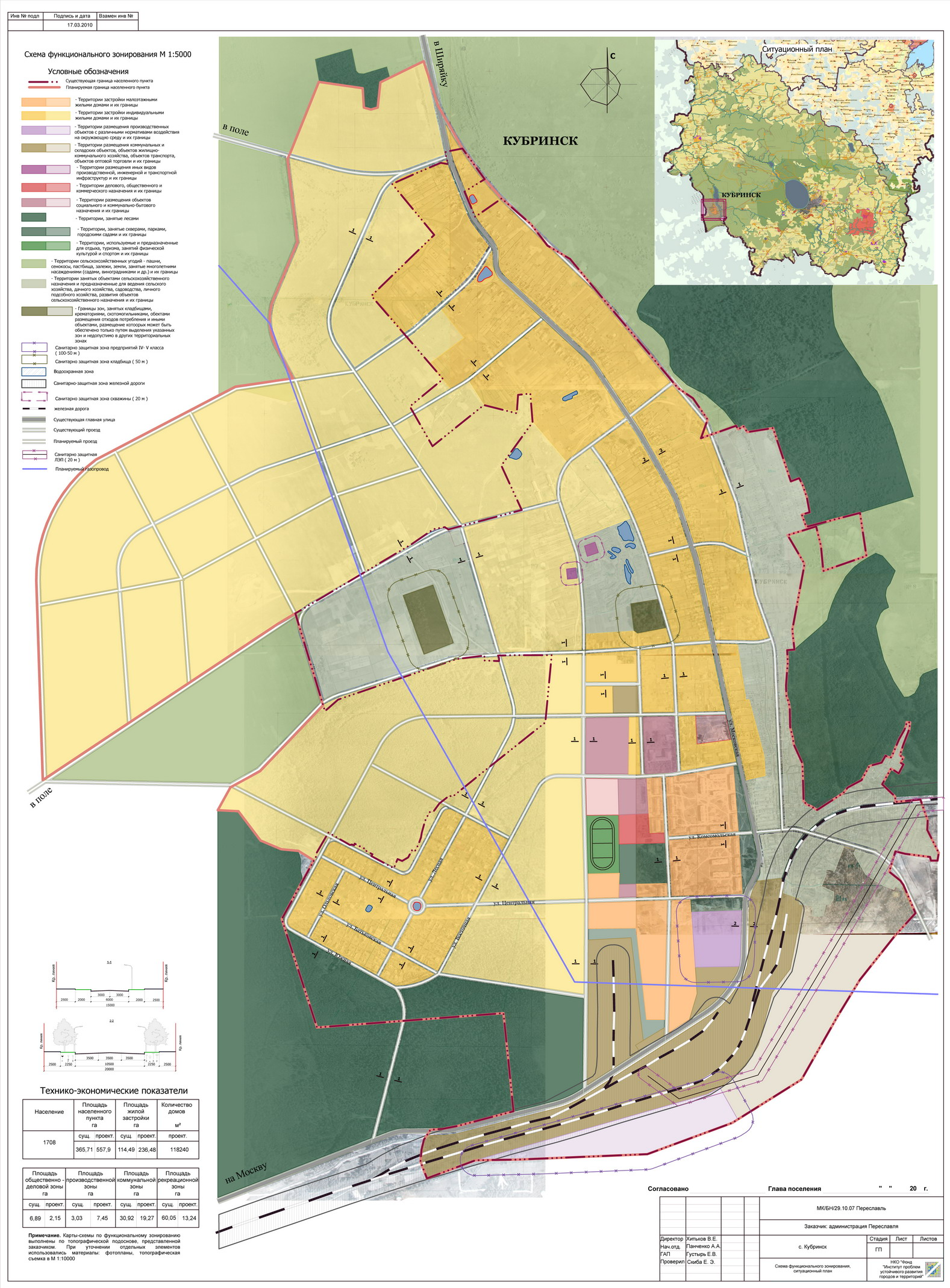
Генеральный план 2008 года

Расположено в лесах в левобережье реки Кубрь на юге области, в 30 км к западу от Переславля-Залесского, в 135 км к юго-западу от Ярославля и в 45 км к северу от Сергиева Посада. Находится в 2 км от границы Владимирской области, в 2,5 км от Московской области и в 8,5 км от Тверской области.

## История
Село Ве́домша (Яново), существовавшее ранее на месте Кубринска, принадлежало боярскому сыну Матвею Григорьеву. В 1654 году в селе построена церковь. С 1867 по 1908 год в селе работала земская школа.
После отмены крепостного права раздел земель был произведён так, что крестьянам досталась скудная и неудобная для хозяйства земля. Это не позволило им платить подать бывшему своему владельцу генералу Мину, и в 1879 году для описи имущества приехал судебный пристав. В Ведомше вспыхнул бунт, крестьяне не пожелали платить недоимку и чётко сообщали свои причины к тому. Требовалось переосвидетельствовать наделы, сверить их с планом. На суде подтвердилась правота крестьян и ошибки в разделе земель. Суд сурово покарал крестьян: в тюрьму посадили всё мужское население села, 175 человек, оторвав их от работ в самую страду.
В 1910 году здесь проживало 1430 человек, в 1920 году 1840 человек. После революции в Ведомше создан драночный промколхоз «Большевик».
Сам Кубринск основан в 1955 году при разработке торфа. Он включает в себя село Ведомшу (Яново). В 1974—1993 годах Кубринск имел статус посёлка городского типа.
В Кубринске работает Батьковско-Ольховское торфопредприятие, к которому вела узкоколейная железная дорога (по состоянию на 2010 год разобрана).
Перед 1980 годом население Кубринска выросло за счёт высланных из Москвы «за сто первый километр».

## Население

Посёлок Кубринск, 2006 г.

| 1859 | 1897  | 1905  | 1926  | 1979  | 1989  | 2007  | 2008  | 2010  |
| ---- | ----- | ----- | ----- | ----- | ----- | ----- | ----- | ----- |
| 900  | ↗1178 | ↗1317 | ↗1367 | ↗2556 | ↘2373 | ↘1867 | ↘1708 | ↘1593 |

## Церковь
Церковь построена здесь в 1654 году, перестроена и освящена во имя святого Николая Чудотворца в 1694 году. В 1783 году церковь сгорела. В том же году, с благословения Феофилакта, епископа Переславского, построена новая деревянная церковь.
В 1824 году вместо деревянной церкви устроен каменный храм. В 1869 году западная часть церкви расширена, отделена от остальной части церкви и в неё перенесены приделы. Престолов в церкви три: в холодной во имя святого Николая Чудотворца, в трапезе тёплой в честь Покрова Пресвятой Богородицы и праведных Захария и Елизаветы. В 1930-х годах храм закрыли, в середине 1950-х разобрали здание. В 2010 году неподалеку от места разрушенной церкви начал строиться новый Никольский храм. С 2015 года храм действует.

## Примечания

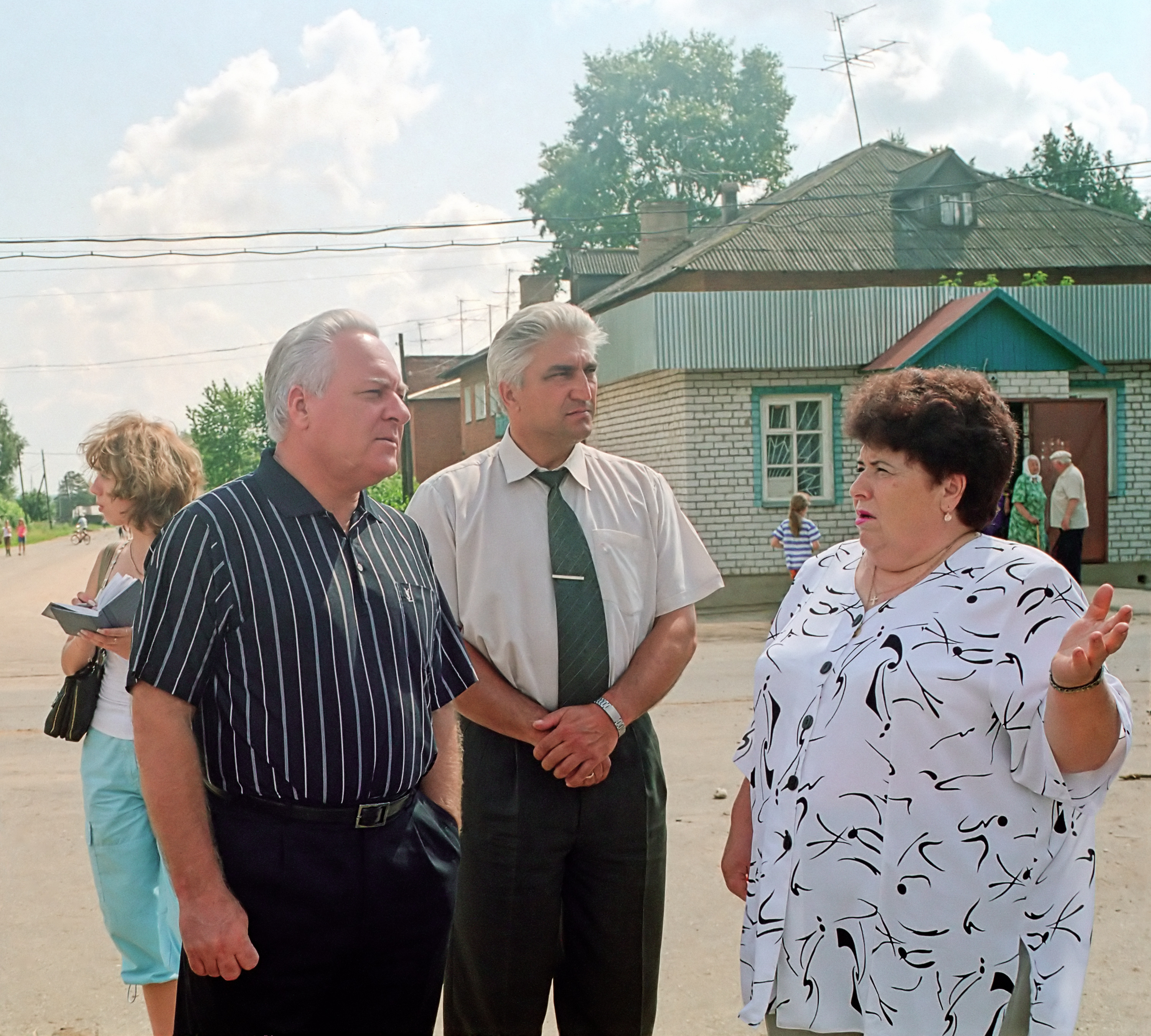
Губернатор Анатолий Лисицын разговаривает с главой администрации Кубринска Валентиной Гусаровой